# Aït Mahmoud
Aït Mahmoud là một đô thị thuộc tỉnh Tizi Ouzou, Algérie. Dân số thời điểm năm 2002 là 9.369 người.